# 하네다 공항 제1빌딩역
하네다 공항 제1터미널역(일본어: 羽田空港第1ターミナル駅, はねだくうこうだいいちターミナルえき)
(영어: Haneda Airport Terminal 1 Station)은 도쿄 모노레일 하네다 선의 철도역이다. 일본 도쿄도 오타구에 있다.

## 승강장
- 스크린도어가 설치되어 있다.

|  | ■ 도쿄 모노레일 하네다 선(하행) | 하네다 공항 제2터미널 행                      |
|  | ■ 도쿄 모노레일 하네다 선(상행) | 쇼와지마·덴노즈 아일·모노레일 하마마쓰초 방면 |

## 역세권 정보
- 도쿄 국제공항
- 하네다 공항 제1·제2터미널역 (게이힌 급행 전철 공항선)

## 역사
- 1993년 9월 27일: 하네다 공항역으로 영업 개시.
- 2004년 12월 1일: 하네다 공항 제1빌딩역으로 명칭 변경
- 2020년 3월 14일 - 역명 변경.

## 인접역
| ■ 도쿄 모노레일 하네다 선                            | ■ 도쿄 모노레일 하네다 선 | ■ 도쿄 모노레일 하네다 선                              |
| ---------------------------------------------------- | ------------------------- | ------------------------------------------------------ |
| MO 08 하네다 공항 제3터미널 모노레일 하마마쓰초 방면 | 공항 쾌속                 | MO 11 하네다 공항 제2터미널 하네다 공항 제2터미널 방면 |
| MO 08 하네다 공항 제3터미널 모노레일 하마마쓰초 방면 | 구간 쾌속                 | MO 11 하네다 공항 제2터미널 하네다 공항 제2터미널 방면 |
| MO 09 신정비장 모노레일 하마마쓰초 방면              | 보통                      | MO 11 하네다 공항 제2터미널 하네다 공항 제2터미널 방면 |